# Erich Gusko
Erich Gusko (* 19. Februar 1930 in Dresden; † 11. Oktober 2020) war ein deutscher Kameramann.

## Leben
In seiner Heimatstadt besuchte Gusko die Schule und die Oberschule; noch vor dem Ablegen des Abiturs 1945 erfolgte die Einberufung in den Volkssturm. 1946 bewarb er sich um einen Lehrvertrag als Kameraassistent bei dem mittelständischen Werbefilmunternehmen Boehner-Film. Etwa acht Wochen später erhielt er einen Arbeitsvertrag als Assistent in der DEFA-Produktion Sachsen, dem Nachfolger der in Volkseigentum überführten Boehner-Film. Ab 1949 wurde Gusko Kameramann für das DEFA-Studio für populärwissenschaftliche Filme, später für das DEFA-Studio für Spielfilme (1955).
Für Regisseur Richard Groschopp war er 1955 gemeinsam mit Joachim Hasler erstmals als Kameramann für einen abendfüllenden Spielfilm tätig, die Inszenierung 52 Wochen sind ein Jahr. Gusko war in der Folgezeit vor allem an „Stacheltieren“, Literaturverfilmungen, Historienfilmen als auch Gegenwartsproduktionen beteiligt. Zudem war er auch Dozent an der Filmhochschule Babelsberg, Fachrichtung Kamera. Seine bekanntesten Arbeiten sind Das Kaninchen bin ich und Das Mädchen auf dem Brett von Kurt Maetzig, sowie Der Dritte, Lotte in Weimar und Stein von Regisseur Egon Günther.
Sein Archiv befindet sich im Archiv der Akademie der Künste in Berlin.

## Filmografie
| - 1950: Brandschutz ist Ernteschutz (Dokumentarfilm, gemeinsam mit Rudi Radünz) - 1951: Dresden warnt und mahnt (Dokumentarfilm) - 1951: Seebad Heringsdorf (Dokumentarfilm) - 1951: Sport voran – seid bereit (Dokumentarfilm) - 1952: Wassersport ist Volkssport (Dokumentarfilm) - 1952: Forschen und Schaffen. Folge I (Dokumentarfilm) - 1953: Unser schwarzes Gold (Dokumentarfilm) - 1953: Lebensnahe Kunst (Dokumentarfilm) - 1953: Schatzkammer des Wissens (Dokumentarfilm) - 1955: Stadt an der Küste (Dokumentarfilm) - 1955–1958: Insgesamt 27 Stacheltiere (Kurzfilme) - 1955: 52 Wochen sind ein Jahr - 1956: Die Fahrt nach Bamsdorf - 1957: Fiete im Netz - 1957: Das Stacheltier: Das Gesellschaftsspiel – Eine unglaubliche Geschichte oder? - 1957: Das Stacheltier: Fridericus Rex – Elfter Teil - 1958: Klotz am Bein - 1959: Das Feuerzeug - 1959: Weißes Blut - 1960: Die Achatmurmel - 1960: Was wäre, wenn …? - 1960: Die schöne Lurette - 1961: Die goldene Jurte - 1961: Das Film-Magazin Nr. 1 (EP 1: Rahmenhandlung – „Magazin“-Chanson und Rabe) - 1962: Revue um Mitternacht | - 1962: Die Entdeckung des Julian Böll - 1963: Frau Holle - 1963: Das DEFA-Magazin Nr. 4, Teil 2 (Episode Ballett Africana und Lea aus dem Süden) - 1963: Verliebt und vorbestraft - 1964: Der fliegende Holländer - 1965: Das Kaninchen bin ich - 1967: Das Mädchen auf dem Brett - 1967: Die Fahne von Kriwoj Rog (mit Roland Dressel) - 1968: Treffpunkt Genf - 1970: Junge Frau von 1914 (Fernsehfilm) - 1971: Zeit der Störche - 1972: Der Dritte - 1973: Erziehung vor Verdun (Fernsehfilm) - 1974: Die Schlüssel - 1975: Lotte in Weimar - 1976: Mann gegen Mann - 1977: Eine Kiste B. H. (Dokumentarfilm) - 1976: Die Leiden des jungen Werthers - 1978: Die lange Straße (5-teiliger Fernsehfilm) - 1980: Überblickt man die Jahre (Fernsehfilm) - 1981: Suturp – Eine Liebesgeschichte (Fernsehfilm) - 1983: Martin Luther (5-teiliger Fernsehfilm) - 1984: Romeo und Julia auf dem Dorfe - 1985: Es steht der Wald so schweigend (Fernsehfilm) - 1988: Vera – Der schwere Weg der Erkenntnis (3-teiliger Fernsehfilm) - 1988: In einem Atem (Mit Jürgen Lenz) - 1989: Zum Teufel mit Harbolla - 1989: Ich, Thomas Müntzer, Sichel Gottes (Fernsehfilm) - 1991: Stein |

## Auszeichnungen
- 1968: Nationalpreis I. Klasse für Kunst und Literatur im Kollektiv für Die Fahne von Kriwoj Rog – Kurt Maetzig (Regie), Hans-Albert Pederzani (Autor), Erich Gusko (Kameramann), Erwin Geschonneck und Marga Legal (Schauspieler)
- 1972: Heinrich-Greif-Preis II. Klasse im Kollektiv für Zeit der Störche – Siegfried Kühn (Regie), Regine Kühn (Szenaristin), Erich Gusko (Kameramann) und Gerhard Hartwig (Dramaturg)